# إليزابيت بوهم
إليزابيت بوهم (بالألمانية: Elisabet Boehm)‏ هي كاتِبة ألمانية، ولدت في 27 سبتمبر 1859 في Kętrzyn ‏ في بولندا، وتوفيت في 30 مايو 1943 في هاله في ألمانيا.